# Ashanti (film 1979)
Ashanti (ang. Ashanti) – amerykański film przygodowy z 1979 roku, znany też w Polsce pod alternatywnym tytułem Porwanie.

## Opis fabuły
Doktor Anansa Linderby opiekuje się chorymi ludźmi w Afryce. Pewnego dnia pada ofiarą porywaczy, którzy liczą na uzyskanie za nią okupu. Śladem porywaczy wyrusza jej mąż, który pragnie za wszelką cenę uratować żonę.

## Obsada
- Beverly Johnson - Dr Anansa Linderby
- Michael Caine - Dr David Linderby
- Marne Maitland - Dowódca Tauregów
- Tariq Yunus - Faid
- Tyrone Jackson - Dongaro
- Johnny Sekka - Kapitan Bradford
- Peter Ustinov - Sulejman
- Kabir Bedi - Malik
- Omar Sharif - książę Hassan
- William Holden - Jim Sandell